# Bernard (auteur)
 (avril 2014).
Si vous disposez d'ouvrages ou d'articles de référence ou si vous connaissez des sites web de qualité traitant du thème abordé ici, merci de compléter l'article en donnant les références utiles à sa vérifiabilité et en les liant à la section « Notes et références ».
Pour les articles homonymes, voir Bernard.
Claude Wolf, dit Bernard (né à Scey-sur-Saône en 1779 ou 1780 et mort à La Nouvelle-Orléans en 1850), est un acteur, chanteur, dramaturge et directeur de théâtre français.

## Biographie

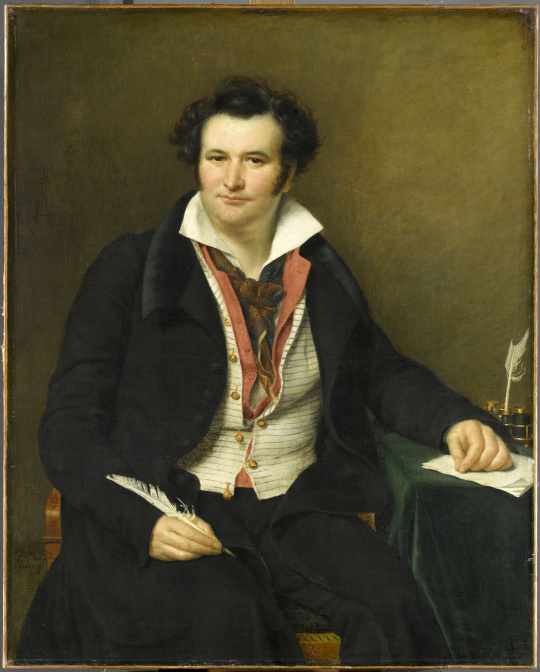
Wolf, dit Bernard (1778-1850) par Sophie Rude vers 1825, Musée du Louvre

Il chante à Cassel en 1812, à Lille de 1813 à 1815, puis au Théâtre de la Monnaie à Bruxelles en 1818, dont il obtient, l'année suivante, la direction jusqu'en 1823.
Pendant sa direction, il débute à la Comédie-Française en 1822 puis, quittant Bruxelles, il sollicite la direction de l'Odéon en 1823, qu'il garde jusqu'en 1826.
On le retrouve à la direction du Théâtre de Marseille de 1828 à 1830.
Il a écrit quelques pièces de théâtre :
- Jeanne Maillotte, ou la Cabaretière lilloise, vaudeville en 2 actes, Lille, 9 novembre 1815 ;
- L'Hommage de la garde nationale de Lille au roi, ou la Veille du jour de l'an, vaudeville en un acte et à spectacle, Lille, 31 décembre 1815 ;
- Momus à la nouvelle salle, prologue d'inauguration joué devant le roi et la reine des Pays-Bas, Bruxelles, 25 mai 1819 ;
- L'Homme de confiance, vaudeville en un acte, avec Duvert, Paris, Théâtre du Vaudeville, 13 juin 1825 ;
- Noé, ou le Déluge universel, ballet en 3 actes, Marseille, 1830 ;
- Le Curé Mérino, drame en 5 actes, avec Mallian et Tournemine, Paris, Théâtre de l'Ambigu-Comique, 30 janvier 1834.